# 欧雅克
欧雅克（法語：Aujac，法語發音：[oʒak]）是法国滨海夏朗德省的一个市镇，位于该省东部，属于圣让当热利区。

## 地理
欧雅克（45°50'39"N, 0°23'44"W）面积8.73 平方千米，位于法国新阿基坦大区滨海夏朗德省，该省份为法国西部滨海省份，北起旺代省，西临大西洋，南至吉倫特省，东南接多爾多涅省，东北接德塞夫勒省接壤，东临夏朗德省。
与欧雅克接壤的市镇（或旧市镇、城区）包括：欧马涅、欧通-埃贝翁、布朗扎克莱马塔、库尔瑟拉克、米格龙。

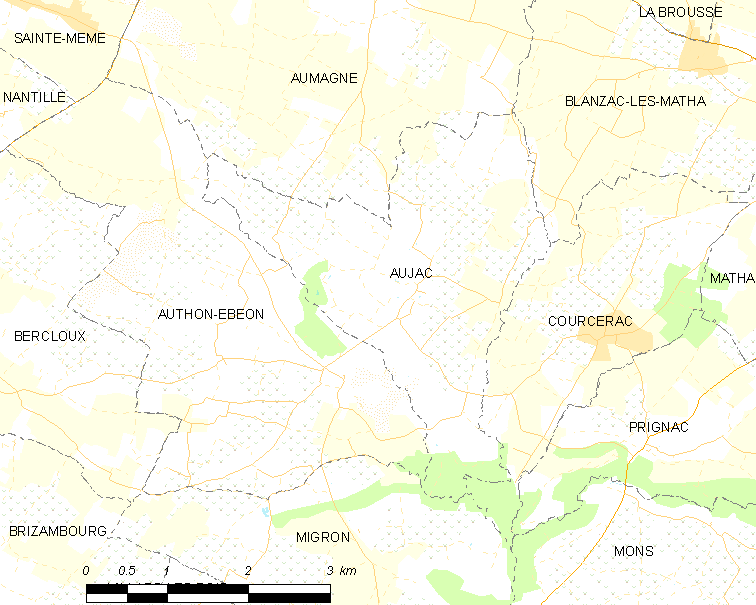
欧雅克的OSM定位图

欧雅克的时区为UTC+01:00、UTC+02:00（夏令时）。

## 行政
欧雅克的邮政编码为17770，INSEE市镇编码为17023。

## 政治
欧雅克所属的省级选区为沙尼耶县。

## 人口

1962-2008年间欧雅克人口变化图示

欧雅克于2022年1月1日时的人口数量为373人。